# Chehalis River (Washington)
Der Chehalis River ist ein 185 km langer Fluss im Bundesstaat Washington in den Vereinigten Staaten. Er entwässert ein Gebiet von 6889 km². Er hat seinen Ursprung in mehreren Armen im Südwesten des Staates und fließt zunächst nach Osten und dann in einem langen Bogen über den Norden nach Westen, bevor er in Grays Harbor, einem Ästuar des Pazifischen Ozeans das Meer erreicht.
Der Chehalis River bildet die Grenze zwischen der Olympic-Halbinsel mit den Olympic Mountains im Norden und den Willapa Hills im Süden.

## Lauf
Der Ausgangspunkt des Chehalis River ist der Zusammenfluss von West Forks Chehalis River und East Fork Chehalis River im Südwesten des Lewis County. Von dort aus fließt der Fluss erst nach Osten und dann nach Norden und sammelt das Wasser von Wasserläufen, welche die Willapa Hills und andere niedrige Bergketten im Südwesten Washingtons entwässern. Einige Kilometer westlich der Stadt Chehalis mündet der South Fork Chehalis River ein. Der Newaukum River hat seine Mündung in Chehalis, nach der der Fluss nach Norden abbiegt. In Centralia mündet der Skookumchuck River. Unterhalb von Centralia fließt der Fluss in einem Bogen nordwärts und dann nach Westen durch den Rainbow Falls State Park, empfängt das Wasser des Black River, der die nördlich gelegenen Black Hills entwässert, sowie Satsop River und Wynoochee River, die in der Nähe von Montesano einmünden. Beide Flüsse kommen aus dem südlichen Teil der Olympic Mountains.
Unterhalb von Montesano wird der Fluss mehr und mehr durch die Gezeiten beeinflusst. Er erweitert sich zu einem Ästuar, der Grays Harbor genannt wird. Etwas östlich der Stadt Aberdeen, die knapp oberhalb der Flussmündung liegt, empfängt der Chehalis River noch den Wishkah River und etwas weiter westlich, zwischen Aberdeen und Hoquiam mündet der Hoquiam River. Von diesem Punkt ab nennt man den Flusslauf Grays Harbor. Bevor sich der Ästuar in den Pazifischen Ozean entleert, mündet noch der Humptulips River ein.